# أنتونوف أن-10
أنتونوف أن-10 (بالأوكرانية:"Антонов Ан-124 Ан-10 Украина"، لقب تعريف الناتو: "Cat") طائرة ركاب ذات أربعة محركات دفع توربيني. أول طيران لها كان في 1957. 108 طائرة منها قد أنتجت. طور منها طراز الشحن أنتونوف أن-12 (بنى منها أكثر من 1200). تصميم الطائرة جعلها قادرة على الهبوط في ممرات غير ممهده.
بعد حادث تعرضت له تم إعادة تصميمها؛ فأزيلت الزعانف، وزيدت قدرتها لحمل الركاب فوصلت إلى 110 راكب.أصبح التصميم الجديد يسمى بالطراز «أن- 10 إيه».
في 1972 تم إخراج الطائرات أنتونوف أن-10 من الخدمة بعد حادث تبين فيه أن الطائرة تعانى من ضعف في قاعتها، وفي نفس الوقت بقت شقيقتها أنتونوف أن-12 في الخدمة في كثير من البلدان والتي كانت تشاركها في 90% من المكونات.
بعد تقاعد الطائرة أنتونوف أن-10 تم استخدام الطائرات أنتونوف أن-24، وإليوشن إي أل-18 وتوبوليف تي يو 134 الأحدث.

## المستخدمون
- الاتحاد السوفيتي
  - إيروفلوت.

## المواصفات
مواصفات الطراز «أن-10 إيه».

### الصفات العامة
- الطاقم: 3.
- القدرة الاستيعابية: 100 راكب.
- الطول: 73 متر.
- المسافة بين الجناحين: 38 متر.
- الارتفاع: 9.38 متر.
- مساحة الأجنحة: 121.73 متر².
- الوزن فارغة: 30,500 كجم.
- الوزن محملة: 55,100 كجم.
- المحرك: 4 محركات تيربوفان من نوع (Ivchenko AI-20) يعطي قوة دفع 2980 كيلو نيوتن.

### الأداء
- السرعة القصوى: 680 كيلومتر/ساعة.
- المدى: 4075 كيلومتر.
- أقصى ارتفاع: 12000 متر.